# Región geográfica inmediata de Caçador
La región geográfica inmediata de Caçador es una de las 24 regiones inmediatas del estado brasileño de Santa Catarina, una de las siete regiones inmediatas que componen la región geográfica intermedia de Caçador, y una de las 509 regiones inmediatas en Brasil, creadas por el IBGE en 2017. Está compuesta de 6 municipios.

## Municipios
| Región geográfica inmediata | Código | Municipios   |
| --------------------------- | ------ | ------------ |
| Caçador                     | 420014 | Caçador      |
| Caçador                     | 420014 | Calmon       |
| Caçador                     | 420014 | Lebon Régis  |
| Caçador                     | 420014 | Macieira     |
| Caçador                     | 420014 | Matos Costa  |
| Caçador                     | 420014 | Timbó Grande |